# Biển Alboran

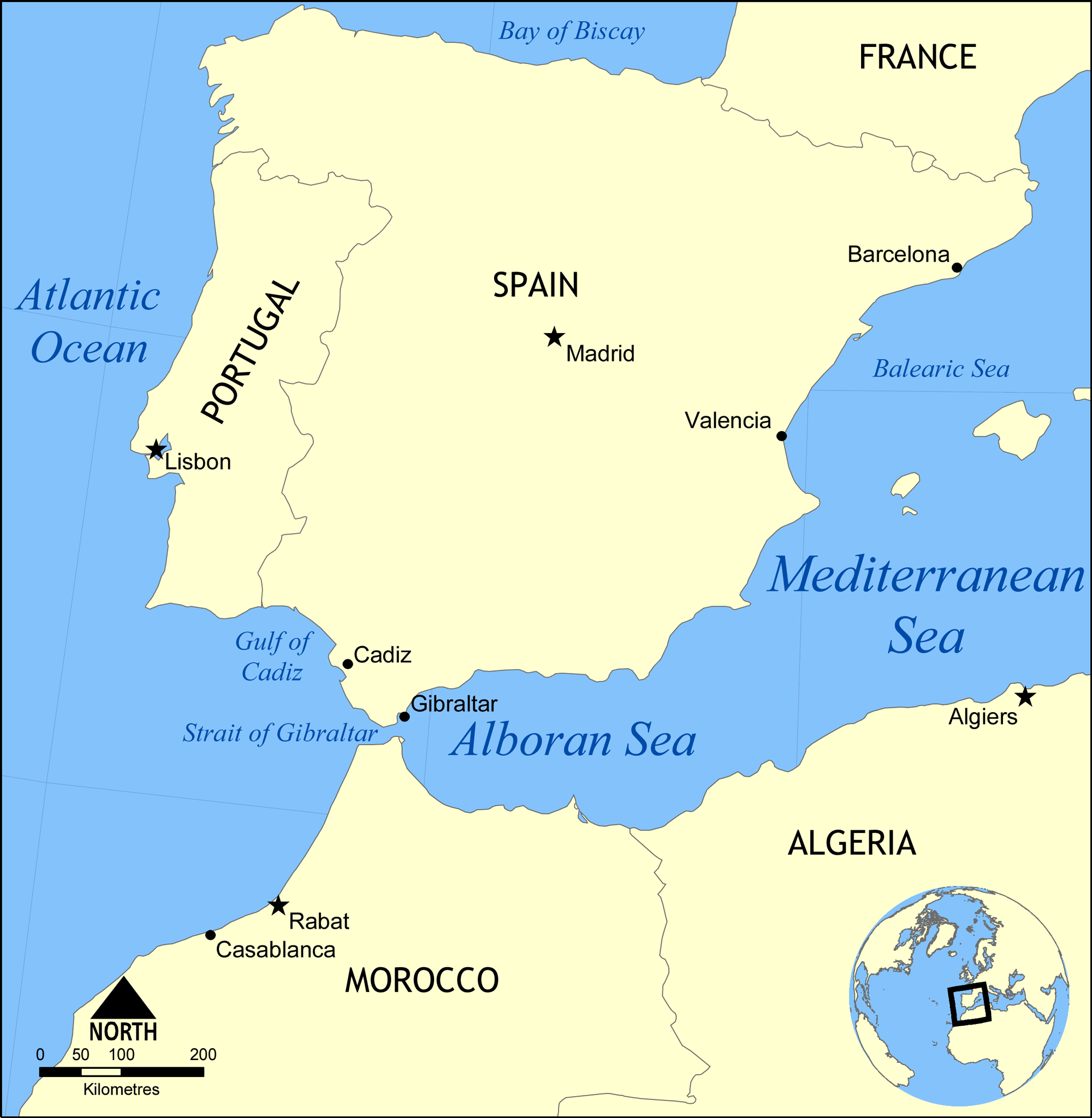
Bản đồ biển Alboran.

Biển Alboran là vùng biển cực tây của Địa Trung Hải, nằm giữa Tây Ban Nha về phía bắc và Maroc và Algérie về phía nam. Eo biển Gibraltar, eo biển nằm ở cực tây biển Alboran, nối liền Địa Trung Hải với Đại Tây Dương.
Chiều sâu trung bình của biển này là 1.461 foot (445 m) và chiều xâm tối đa là 4.920 foot (1.500 m).